# Scotts Hill
Scotts Hill is een plaats (town) in de Amerikaanse staat Tennessee, en valt bestuurlijk gezien onder Decatur County en Henderson County.

## Demografie
Bij de volkstelling in 2000 werd het aantal inwoners vastgesteld op 894.
In 2006 is het aantal inwoners door het United States Census Bureau geschat op 912, een stijging van 18 (2,0%).

## Geografie
Volgens het United States Census Bureau beslaat de plaats een oppervlakte van
6,5 km², geheel bestaande uit land. Scotts Hill ligt op ongeveer 158 m boven zeeniveau.

## Plaatsen in de nabije omgeving
De onderstaande figuur toont nabijgelegen plaatsen in een straal van 20 km rond Scotts Hill.